# Serie Lord John
La serie Lord John es una secuencia de novelas históricas de misterio y obras más cortas escritas por Diana Gabaldon que se centran en Lord John Grey, un personaje secundario recurrente en la serie Outlander de la autora. Secretamente homosexual "en un momento en que esa predilección particular podía hacer que lo ahorcaran", el personaje ha sido llamado "uno de los más complejos e interesantes" de los cientos de personajes de las novelas Outlander de Gabaldon. Comenzando con la novela Lord John and the Hellfire Club de 1998, la serie derivada de Lord John actualmente consta de seis relatos cortos y tres novelas.

## Origen
Gabaldon presentó a Grey en la segunda novela de Outlander, Dragonfly in Amber (Libélula en ámbar) (1992) como un soldado inglés de dieciséis años que se encuentra con Jamie y Claire Fraser en vísperas de la Batalla de Prestonpans. El personaje regresa, de adulto, en Voyager (1993) y Drums of Autumn (Tambores de Otoño) (1996). Cuando Gabaldon fue invitada a escribir un cuento corto para la antología británica Past Poisons: An Ellis Peters Memorial Anthology of Historical Crime (Venenos Pasados: Una Antología Conmemorativa de Crímenes Históricos de Ellis Peters) de 1998, estaba interesada en el desafío de escribir una obra más corta, pero dudaba en usar a cualquiera de los personajes principales de la serie Outlander por temor a crear "un obstáculo en el crecimiento de la próxima novela." Me vino a la mente el carácter de Lord John. Ella dijo:
Lord John Grey es un personaje importante en la serie Outlander, pero no está en el escenario todo el tiempo. Y cuando no lo está … bueno, claramente él está llevando su vida y teniendo aventuras en otro lugar, y podría escribir sobre cualquiera de esas aventuras sin causar complicaciones para futuras novelas. Más allá de esa ventaja obvia, Lord John es un personaje fascinante. Él es lo que yo llamo un ' hongo—, una de esas personas imprevistas que aparece de la nada y se marcha con cualquier escena en la que se encuentre, y me habla con facilidad(e ingenio). También es un hombre gay, en una época en la que ser homosexual era una ofensa capital, y Lord John tiene más que perder que la mayoría por descubrimiento. Pertenece a una familia noble, es oficial del Ejército de Su Majestad y ama tanto a su familia como a su regimiento; que se descubra su vida privada dañaría, si no destruiría, a ambos. En consecuencia, vive constantemente con conflictos, lo que lo hace profundamente entretenido y fácil de escribir.
Esa primera historia de Lord John se convirtió en Lord John y el Club del Fuego Infernal (1998); fue bien recibido y Gabaldon decidió que escribiría más cuentos centrados en los grises en su tiempo libre. Su siguiente intento fue un manuscrito más grande que le aseguró a la autora un trato por tres novelas Grises completas: Lord John y el asunto privado (2003), Lord John y la Hermandad de la Espada (2007) y El prisionero escocés (2011). Gabaldon también escribiría cuatro novelas cortas adicionales de Lord John entre 2003 y 2011. Mientras tanto, el personaje de Grey apareció en las novelas de Outlander A Breath of Snow and Ashes (2005) y An Echo in the Bone (2009), así como en The Fiery Cross (2001) a través de una serie de cartas a Jamie y su familia. Hasta la fecha, todas las obras de Lord John tienen lugar entre 1756 y 1761, durante los acontecimientos del Voyager de Gabaldon. Generalmente se pueden clasificar como misterios históricos, y las tres novelas son más cortas y se centran en menos hilos argumentales que los libros principales de Outlander. Varios de los libros de Lord John han sido lanzados en forma de audiolibro, leídos por Jeff Woodman.
El propio Lord John Grey ha sido llamado uno de los personajes Outlander "más complejos e interesantes" de Gabaldon. Publishers Weekly señala a Grey como "un detective competente y agradable" y un " soldado-héroe con sus propios secretos. Cómodo con su sexualidad pero necesariamente "discreto", Grey navega por el misterio y la intriga "con életu, inteligencia y fortaleza característicos, asistido por copas de vino enjoyadas y miradas significativas de hombres atractivos." Robert Silverberg escribió sobre el personaje: "Un hombre gay en un momento en que esa predilección particular podía hacer que lo ahorcaran, Lord John es un hombre acostumbrado a guardar secretos. También es un hombre de honor y profundos afectos, ya sea devuelto o no."

## Obras

### Lord John y el Club del Fuego Infernal (1998)
La novela Lord John y el Club del Fuego Infernal se publicó originalmente en la antología británica Past Venisons: An Ellis Peters Memorial Anthology of
Historical Crime de 1998 (editada por Maxim Jakubowski), así como por Bantam Dell como Lord John y el Club del Fuego Infernal en una "Edición Especial de Coleccionista de Cortesía" el mismo año. Más tarde se incluyó en la colección Lord John and the Hand of Devils (2007).

#### Trama
Ambientada en el Londres de 1756, la novela sigue las aventuras de Lord John cuando se topa con los secretos del Hellfire Club, una sociedad clandestina preocupada por lo sobrenatural. Mientras está en el Beefsteak Club, Grey conoce a Robert Gerald, un primo por matrimonio del amigo y colega de Grey, Harry Quarry. Gerald le pide a Grey que se reúna con él en secreto esa noche, insinuando intrigas, pero luego es asesinado frente a Grey y Quarry antes de que pueda divulgar el motivo de la reunión. Los dos hombres comienzan a buscar pistas sobre el asesinato, y Grey pronto es invitada a una reunión del Club Hellfire por George Everett, uno de sus miembros (y uno de los antiguos amantes de Grey). Cuando Grey asiste a la reunión en el escondite del club, Medmenham Abbey, pronto descubre que su vida también podría estar en peligro.

### Lord John y un asunto privado (2003)
La primera novela completa de Lord Grey, Lord John y el asunto privado, fue publicada por Delacorte Press el 30 de septiembre de 2003. Aunque 
Gabaldon tenía la intención de que fuera una novela corta, Private Matter llegó a las 320 páginas y le aseguró al autor un trato por dos novelas grises completas adicionales, Lord John y la Hermandad de la Espada (2007) y El prisionero escocés (2011). Private Matter alcanzó el puesto número 8 en la lista de Bestsellers de Ficción de Tapa Dura del New York Times. Publishers Weekly dijo de la novela: "Grey es un detective competente y agradable, y la prosa de Gabaldon es nítidamente elegante."

#### Trama
Ambientada en la Inglaterra de 1757, la novela sigue el intento de Lord John de resolver una delicada situación que involucra al prometido de su primo, Joseph Trevelyan, mientras busca al asesino de un compañero soldado sospechoso de espionaje y recupera inteligencia militar desaparecida. Grey conoce y se une a su investigación por el apuesto capitán hannoveriano Stephan von Namtzen, Landgrave de Erdberg, y contrata al joven Tom Byrd como su valet.

### Lord John y el Súcubo (2003)
La novela Lord John y el Súcubo se publicó originalmente en la antología Legends II: New Short Novels by the Masters of Modern Fantasy de Del Rey Books de 2003 (editada por Robert Silverberg), y luego recogido en Lord John y la mano de los demonios (2007).

#### Trama
Ambientada en 1758, la historia encuentra a Lord John en Prusia sirviendo como oficial de enlace inglés del Primer Regimiento de Infantería de Hannover. Estacionado brevemente en la ciudad de Gundwitz con un grupo de soldados ingleses y hannoverianos, el Mayor Grey al principio se muestra escéptico cuando recibe informes de un súcubo local que victimiza a varios hombres y asesina a un soldado prusiano. Acompañando al Buergermeister de la ciudad a un cementerio en su búsqueda del lugar de descanso de la criatura, Grey se topa con el cadáver de un soldado inglés, lo que solo alimenta los temores supersticiosos de los soldados y la gente del pueblo. Mientras intenta resolver el misterio, Grey intenta navegar por su atracción quizás mutua hacia el apuesto capitán hannoveriano Stephan von Namtzen, así como desviar los avances de la hermosa joven viuda Louisa, la princesa von Lowenstein, en cuyo castillo se alojan ambos hombres.

### Lord John y la Hermandad de la Espada (2007)
La segunda novela completa de Lord John de Gabaldon, Lord John y la Hermandad de la Espada, de 512 páginas, fue publicada por Delacorte Press el 
28 de agosto de 2007. Debutó en el puesto #1 en la Lista de Bestsellers de Ficción de Tapa Dura del New York Times. En un podcast de 2007, Gabaldon señaló que cada uno de sus libros, aunque complejos, "en realidad puede reducirse a una sola palabra que encarne toda la complejidad temática de ese libro", y que la palabra para Hermandad de la Espada es "honor".

#### Trama
En 1759, Lord John descubre que alguien ha vuelto a despertar el escándalo olvidado de la muerte de su padre 17 años antes, y la vieja controversia amenaza con causarle problemas a él y a su hermano mayor Harold, conde de Melton. A pesar del deseo de Hal de dejar enterrados los secretos del pasado, Grey busca la ayuda de su viejo amigo Jamie Fraser, cuyos secretos pueden ayudar y complicar las investigaciones de Grey.

### Lord John y el soldado embrujado (2007)
La novela Lord John y el soldado Embrujado se publicó en la colección de prensa de Delacorte de 2007 Lord John y la mano de los Demonios junto con las novelas publicadas anteriormente Lord John y el Club del Fuego Infernal (1998) y Lord John y el
Súcubo (2003). Como Haunted Soldier es una continuación directa de su novela Lord John and the Brotherhood of the Blade, Gabaldon impulsó la publicación de la colección Hand of Devils hasta después del lanzamiento de la novela.

#### Trama
Retomando justo después de los eventos de Brotherhood of the Blade en 1759, Grey busca al culpable detrás de una sospechosa explosión de cañón mientras otros buscan culparlo a él o a su medio hermano por el incidente.

### La costumbre del ejército (2010)
La novela La costumbre del ejército se publicó por primera vez en la antología de fantasía Warriors de Tor Books de 2010, editada por George RR Martin y Gardner Dozois. En mayo de 2012 estuvo disponible como un libro electrónico independiente, y luego se incluyó en A Trail of Fire, una colección de Outlander lanzada en 2012. Posteriormente se recogió en Seven Stones to Stand or Fall
(2017).

#### Trama
En 1759, Lord John se encuentra a punto de ser ascendido dentro del Ejército de Su Majestad y recién salido de un duelo de caballeros en el que murió su oponente. Grey acepta con gusto una citación urgente de su viejo amigo Charlie Carruthers, quien enfrenta un consejo de guerra en Canadá.

### El prisionero escocés (2011)
La tercera novela completa de Lord John de Gabaldon, The Scottish Prisoner, de 560 páginas, fue publicada por Delacorte Press el 29 de noviembre de 2011. Debutó en el puesto número 6 en la Lista de Bestsellers de Ficción de Libros Electrónicos del New York Times.

#### Trama
En 1760, Lord John y Jamie Fraser se reencuentran nuevamente cuando Grey busca la ayuda de Jamie para investigar una conspiración que los lleva a Irlanda y al peligro.

### Lord John y la plaga de zombis (2011)
La novela Lord John y la plaga de Zombis se publicó por primera vez en la antología de fantasía urbana de Ace Books de 2011 Down These Strange Streets, editada por George R. R. Martin y Gardner Dozois. En abril de 2013, estuvo disponible como un libro electrónico independiente titulado A Plague of Zombies, y luego se incluyó en A Trail of Fire, una colección de Outlander lanzada en el Reino Unido, Australia y Nueva Zelanda a fines de 2012 y se esperaba que se lanzara en los Estados Unidos y Canadá a principios de 2014. La novela fue nominada a un Premio Edgar por Mystery Writers of America a la "Mejor Historia Corta de Misterio" de 2011. Posteriormente se recogió en Seven Stones to Stand or Fall (2017).

#### Trama
En 1761, Lord John es enviado a Jamaica al mando de un batallón para sofocar una rebelión de esclavos y pronto se encuentra investigando un misterio que involucra serpientes, arañas y zombis.

### Asediado (2017)
La novela Besieged (Asediado) se publicó por primera vez en la colección Gabaldon de 2017 Seven Stones to Stand or Fall.

#### Trama
En 1762, Lord John está listo para renunciar como gobernador militar temporal de Jamaica cuando se entera de que su madre está en La Habana, Cuba, donde la Armada Británica se dirige a sitiar. Él parte para rescatarla, acompañado por su ayuda de cámara, Tom Byrd, el ex zombie Rodrigo y la esposa de 
Rodrigo, Azeel.

## Colecciones

### Lord John y la mano del diablo (2007)
Lord John y la mano del diablo es una colección de Delacorte Press de 2007 de las tres primeras novelas cortas de Lord John: las publicadas anteriormente Lord John y el Club del Fuego Infernal (1998) y Lord John y el Súcubo (2003), y el nuevo cuento Lord John y el Soldado Embrujado, exclusivo de este volumen. Gabaldon impulsó la publicación de la colección hasta después del lanzamiento de su novela Lord John y la Hermandad de la Espada, dado que la acción de Soldado Embrujado comienza donde termina la Hermandad de la Espada. Hand of Devils alcanzó el puesto 24 en la lista de Bestsellers de Ficción de Tapa Dura del New York Times. Publishers Weekly señaló: "Gabaldon aporta una alegría efusiva a su ficción que resulta contagiosa incluso para lectores que no están familiarizados con su trabajo o el período."

### Un rastro de fuego (2012)
Un rastro de fuego (Four Outlander Tales) es una colección de cortometrajes de Outlander lanzados en el Reino Unido, Australia y Nueva Zelanda a fines de 2012 y que se espera que se publiquen en los Estados Unidos y Canadá a principios de 2014. Incluye dos novelas cortas de Lord John publicadas anteriormente, La costumbre del Ejército (2010) y Lord John y la plaga de Zombis (2011), así como el cuento de Outlander publicado anteriormente "Una hoja en el Viento de Todos los Santos" (2012) y la novela El espacio intermedio (2013). Según Gabaldón, el volumen se retrasa en los EE.UU. y Canadá hasta febrero de 2014, cuando los derechos sobre el Espacio Intermedio en esas áreas vuelven a ella.

### El libro electrónico de la serie Lord John (2013)
En abril de 2013, Gabaldon lanzó una colección de libros electrónicos llamada The Lord John Series con sus tres novelas de Lord John (Lord John y el asunto Privado, Lord John y la Hermandad de la Espada y El Prisionero Escocés), así como las tres novelas iniciales recopiladas como Lord John y la Mano de los Demonios (Lord John y el Club del Fuego Infernal, Lord John y el Súcubo y Lord John y el Soldado Embrujado). Aunque se autodenomina omnibus, la colección no incluye las novelas de Lord John publicadas anteriormente The Custom of the Army (2010) y Lord John and the Plague of Zombies (2011), que aparecen juntas en la colección Outlander A Trail of Fire.

## Recepción
En agosto de 2016, Joanna Robinson de Vanity Fair llamó a Grey "un personaje tan popular que Gabaldon finalmente lo convirtió en sus propias novelas". Lord John y el Asunto Privado alcanzó el puesto número 8 en la Lista de Bestsellers de Ficción de Tapa Dura del New York Times en 2003. Publishers Weekly dijo de la novela: "Grey es un detective competente y agradable, y la prosa de Gabaldon es nítidamente elegante." En 2007, Lord John y la Hermandad de la Espada debutó en el puesto número 1, y la colección Hand of Devils alcanzó el puesto 24 en la Lista de Bestsellers de Ficción de Tapa Dura del New York Times. En una reseña de La Mano del diablo, Publishers Weekly señaló: "Gabaldon aporta una alegría efusiva a su ficción que resulta contagiosa incluso para lectores que no están familiarizados con su trabajo o el período." The Scottish Prisoner debutó en el puesto número 6 en la lista de Best Sellers de Ficción de Libros Electrónicos del New York Times en 2011,  y A Plague of Zombies fue nominada a un Premio Edgar por Mystery Writers of America a la "Mejor Historia Corta de Misterio" el mismo año. De Scottish Prisoner, Publishers Weekly dijo: "Una trama complicada probablemente desconcertará a los nuevos lectores, pero los fanáticos de Gabaldon desde hace mucho tiempo encontrarán mucho que amar."
El personaje de Lord John Grey ha sido llamado "uno de los más complejos e interesantes" de los cientos de personajes de las novelas Outlander de Gabaldon. En 2015, Fandomania lo nombró entre sus "10 Mejores Personajes LGBT Aplastantes en Ciencia Ficción/Fantasía".
Una adaptación de la serie de televisión Outlander de Gabaldon se estrenó en Starz en 2014, y al productor ejecutivo Ronald D. Moore se le preguntó en marzo de 2015 sobre la posibilidad de una serie de televisión de Lord John. Dijo: "Está en el fondo de nuestras mentes como algo potencial, pero en este momento nuestras mentes están bastante decididas a entregar la segunda temporada. Veremos qué sucede en el futuro con Lord Grey." Oscar Kennedy posteriormente interpretó a un joven Gris en el episodio de la segunda temporada de 2016 "Je Suis Prest", adaptando la apariencia del personaje en Dragonfly in Amber. Con el casting de David Berry en agosto de 2016 como el Grey adulto para la tercera temporada de la serie, Joanna Robinson teorizó sobre la posibilidad de una eventual serie derivada.